# Falsk djävulssopp
Falsk djävulssopp (Rubroboletus legaliae) är en sopp som tillhör familjen Boletaceae.

## Förekomst
Den förekommer sällsynt från Bulgarien till Spanien och når i norr till Sverige och i nordväst till Storbritannien. I Sverige är den funnen på fyra lokaler (en vardera på Öland, i Uppland, i Södermanland och Östergötland) och i Danmark på ett tiotal lokaler. Den är ej funnen i övriga Norden (ett fynd av arten har tidigare uppgivits från Norge, men detta anses idag som en trolig sammanblandning med rosensopp). Den bildar ektomykorrhiza med ekar och bokar.

## Kännetecken
Unga exemplar kan likna djävulssopp (R. satanas), men hatthuden får vanligen rosa inslag ganska snart, speciellt mot hattkanten. Rosensopp (R. rhodoxanthus) är också mycket lik, men har gulare kött som företrädesvis blånar i hatten, men ej i foten. Rubroboletus rubrosanguineus är en annan förväxlingsrisk utseendemässigt, men denna art växer under barrträd (ej funnen i Norden). Även purpursopp (Imperator rhodopurpureus) kan vara en förväxlingsrisk, men denna art blånar kraftigt (även hatthuden blånar vid beröring).

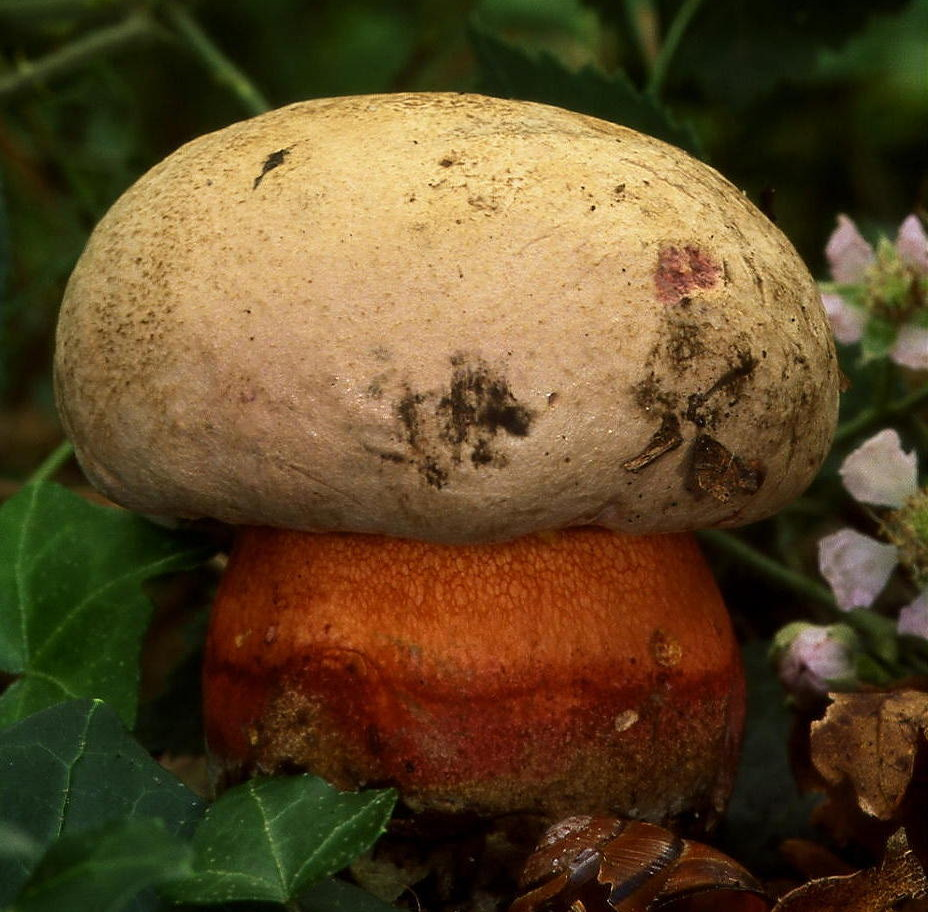
Unga fruktkroppar kan vara svårbestämda.
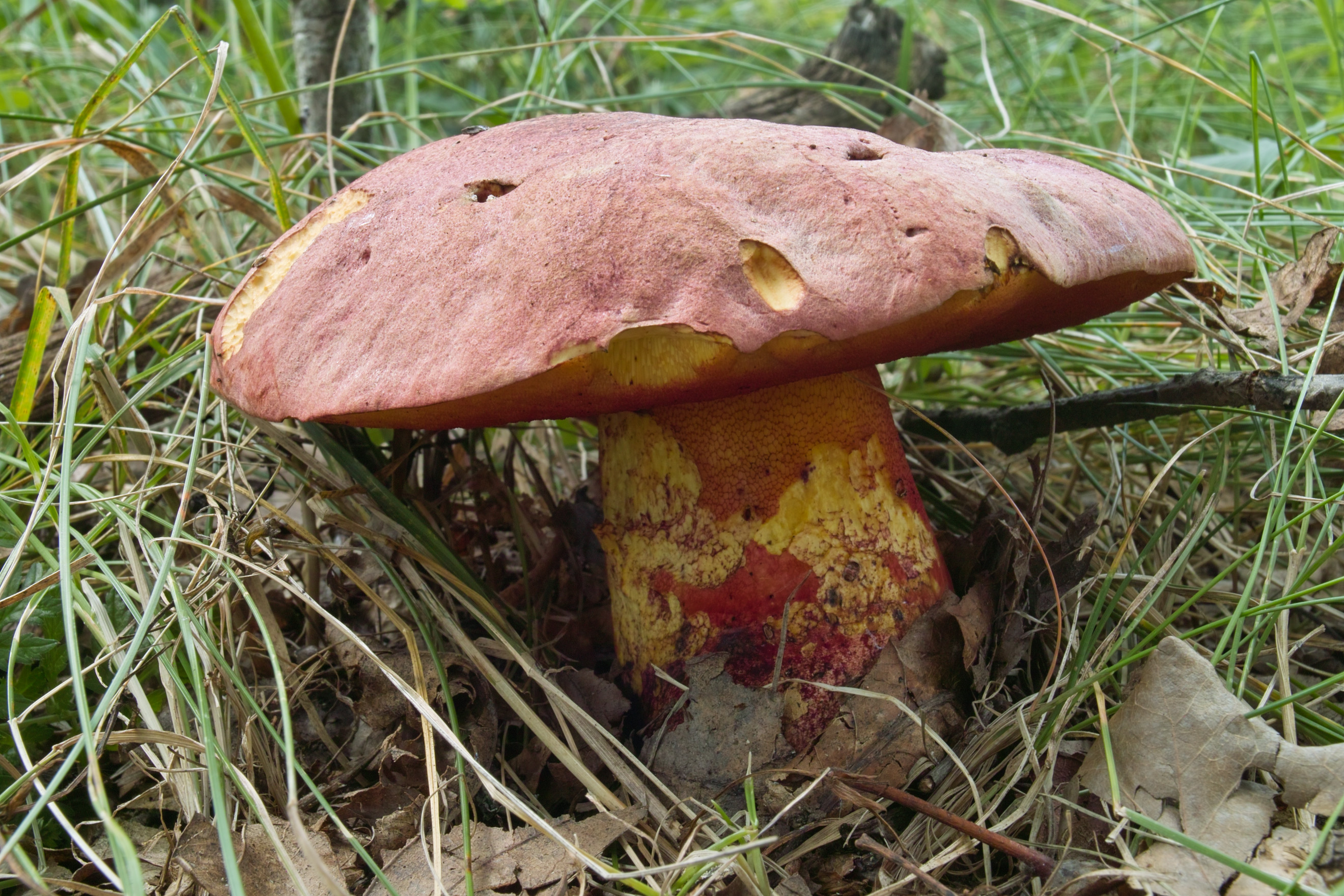
Notera de rosa inslagen på hatten.

## Taxonomi
Den falska djävulssoppen beskrevs 1968 av Albert Pilát som Boletus legaliae. 2015 fördes den av molekylärfylogenetiska skäl till det nybeskrivna släktet Rubroboletus. Artnamnet hedrar den franska mykologen Marcelle Le Gal (1895–1979).